# Nordic Metal: A Tribute to Euronymous
Nordic Metal: A Tribute to Euronymous är ett samlingsalbum med black metal, utgivet till minne av gitarristen i Mayhem, Euronymous, som mördades 1993. Albumet utgavs 1995 och återutgavs 2004.

## Låtlista
| Nr  | Titel                           | Artist      | Längd |
| --- | ------------------------------- | ----------- | ----- |
| 1.  | De Profundis Mors Vas Consumet  | Abruptum    | 5:39  |
| 2.  | The Freezing Moon               | Mayhem      | 6:15  |
| 3.  | Where Dead Angels Lie           | Dissection  | 6:12  |
| 4.  | Moon Over Kara-Shehr            | Emperor     | 5:12  |
| 5.  | Kingdom Comes                   | Mysticum    | 4:59  |
| 6.  | Untrodden Paths (Wolves Pt. II) | Marduk      | 5:27  |
| 7.  | Ærie Descent                    | Thorns      | 5:01  |
| 8.  | Pagan Fears                     | Mayhem      | 6:08  |
| 9.  | Elizabeth Bathori               | Dissection  | 5:06  |
| 10. | Deathcrush                      | Ophthalamia | 3:02  |
| 11. | Loke                            | Enslaved    | 4:23  |
| 12. | Raudt Og Svart                  | Arcturus    | 6:09  |
| 13. | In Your Grave                   | Mysticum    | 3:44  |
| 14. | The Ancient Queen               | Emperor     | 3:42  |
| 15. | Unreleased Outro                | Mortiis     | 2:55  |